# (5018) Tenmu
(5018) Tenmu es un asteroide perteneciente al cinturón de asteroides, descubierto el 19 de febrero de 1977 por Hiroki Kosai y su compañero astrónomo Kiichirō Furukawa desde el Observatorio Kiso, Monte Ontake, Japón.

## Designación y nombre
Designado provisionalmente como 1977 DY8. Fue nombrado Tenmu en honor al emperador japonés Tenmu Tennō (hermano menor de Tenji Tennō) experto astrónomo y adivino. Erigió el primer observatorio astronómico en Japón en el año 675.

## Características orbitales
Tenmu está situado a una distancia media del Sol de 2,158 ua, pudiendo alejarse hasta 2,287 ua y acercarse hasta 2,029 ua. Su excentricidad es 0,059 y la inclinación orbital 3,409 grados. Emplea 1158 días en completar una órbita alrededor del Sol.

## Características físicas
La magnitud absoluta de Tenmu es 14,1. Tiene 3,767 km de diámetro y su albedo se estima en 0,313.